# Аронов, Арон Михайлович
Аро́н Миха́йлович Аро́нов (англ. Aron Mikhaylovich Aronov; 15 июня 1938 год, Ташкент, Узбекская ССР, СССР) — бухарско-еврейский филолог, педагог, переводчик, полиглот, основатель и директор музея бухарских евреев в Нью-Йорке, активист по сохранению культуры и языка бухарских евреев, автор ряда статей и докладов, соавтор учебника по изучению еврейско-таджикского (бухарского) языка.

## Биография
Арон Аронов родился в 1938 году в городе Ташкенте. Его мать была родом из Бухары, а отец из кишлака Панджшанбе, который находится недалеко от города Самарканд. 10 лет учился в школе хомло́ (аналог хе́дера у бухарских евреев). После окончания данной школы, поступил в Бухарский педагогический институт (ныне Бухарский государственный университет), и там освоил английский и немецкий языки. Позднее самостоятельно выучил французский и испанский языки.
После окончания института, работал в этом же учебном заведении преподавателем английского языка, также работал переводчиком английского и немецкого языков в Бухаре. В 1960 году женился, у него родились две дочери, а позднее два внука. Жена более 20 лет работала в детском саду. В 1989 году, когда Арону Аронову было 51 год, он с семьей переехал в США, в город Нью-Йорк. В США в течение 20 лет работал переводчиком персидского и таджикского языков. В настоящее время работает преподавателем английского языка в специальном учебном заведении для иммигрантов из Узбекистана, Таджикистана, Афганистана и Ирана. Также работает преподавателем еврейско-таджикского (бухарского) языка для потомков бухарско-еврейских иммигрантов в США, так как они постепенно утрачивают данный язык.
Является активным сторонником сохранения и развития еврейско-таджикского (бухарского) языка, культуры бухарских евреев. Является одним из соавторов учебника по изучению еврейско-таджикского (бухарского) языка. Является основателем и директором музея бухарских евреев, называемый Музеем наследия бухарских евреев, который расположен в Нью-Йорке, в боро Куинс, в здании ешивы. В музее содержатся более 2000 материалов и экспонатов по истории и культуре бухарских евреев, к примеру национальные костюмы, предметы декоративно-прикладного искусства и другие этнографические артефакты, сюзане, фотографии и портреты известных бухарских евреев и раввинов, книги, купюры и монеты, музыкальные инструменты и другие вещи, имеющие отношение к общине бухарских евреев и эпохи в котором они жили в Средней Азии. Среди примечательных экспонатов музея — 400-летняя Тора. В течение 20 лет, ежегодно Арон Аронов привозил из Узбекистана различные предметы и материалы, которые становились экспонатами в его музее. Весь музей Арон Аронов создал на собственные деньги.
Родными языками Арона Аронова является еврейско-таджикский (бухарский) и русский. Также владеет языком ивритом, таджикским, персидским, узбекским, английским, немецким, французским и испанским языками.